# Liberis Publications România
Liberis Publications România este un trust de presă din România care editează edițiile locale ale revistelor internaționale GQ, Glamour și Prevention.
Compania Liberis Publications România este deținută de omul de afaceri grec Antonios Liberis, care este proprietarul unuia dintre cei doi mari jucători de pe piața de reviste a Greciei, și a mai lansat în România revista glossy pentru femei Avantaje, în octombrie 1995, care a fost prima revistă de acest gen din România.